# مدينة تحت الحصار: حكايات من الحرب الإيرانية العراقية
مدينة تحت الحصار: حكايات من الحرب الإيرانية العراقية (2000) (ردمك 978-1568592558) هي مجموعة من تسع قصص من حرب إيران والعراق بقلم حبيب أحمد زاده [الإنجليزية]، وهو مؤلف إيراني. فاز الكتاب بجوائز في إيران وتم اختياره كواحد من أفضل عشرين كتابًا عن الحرب الإيرانية العراقية. نُشر الكتاب أصلًا في عام 2000 بواسطة دار نشر سوريي مهر باللغة الفارسية. ترجم بول سبراشمان، أستاذ جامعة روتجرز، الكتاب من الفارسية إلى الإنجليزية ونشرته دار مازدا للنشر في عام 2010.

## المحتويات
تتكون مدينة تحت الحصار من هذه الروايات القصيرة:
1. "ريشة النسر"
2. "الطائرة"
3. "مظلة للمخرج"
4. "تسعة وثلاثون زائد واحد سجينًا"
5. "هروب المحارب"
6. "رسالة إلى عائلة سعد"
7. "لو لم يكن هناك داريا قولي"
8. "الانتقام"
9. "نيني"

## الاستقبال
بالنيابة عن مدونة المراجعة الكاملة [الإنجليزية]، كتب م.أ. أرثفور:
يحاول أحمد زاده [الإنجليزية] في رواية مدينة تحت الحصار أن يتواصل مع القارئ. تُروى معظم القصص بضمير المتكلم. "مدينة تحت الحصار" هي مجموعة قوية من القصص التي تدور أحداثها في زمن الحرب. يعتمد أحمد زاده بشكل كبير على بعض الحيل ولديه بعض الحيل التأليفية، لكنه كاتب موهوب وهذه القصص فعالة وجيدة. من المؤكد أن هذه المجموعة تشكل مقدمة جيدة للحياة الإيرانية في الخطوط الأمامية خلال هذا الصراع (الذي من المفترض أن معظم القراء الغربيين لم يكونوا على دراية به بعد.
وقد تمت مراجعة الكتاب أيضًا في مجلة جمعية دراسات الشرق الأوسط لأمريكا الشمالية [الإنجليزية] لمراجعة دراسات الشرق الأوسط بقلم حميد إيشاني.
حصل حبيب أحمد زاده على الجائزة الثالثة في مسابقة الكتابة للقصة القصيرة عن روايته "رسالة إلى عائلة سعد".

## طالع أيضًا
- الشطرنج مع آلة يوم القيامة [الإنجليزية]
- برسبوليس (محظور في إيران)